# Municipio di Hilversum
Il Municipio di Hilversum è un edificio progettato dall'architetto olandese Willem Marinus Dudok che sorge a Hilversum, Paesi Bassi.
Frutto della complessa maturazione di un "pensiero" il municipio di Hilversum è espressione di una "modernità" che attraverso il filtro della tradizione, non si traduce in rifiuto del funzionalismo, ma in una riflessione critica sulla storia e sui presupposti stessi del moderno. Nell'elaborazione dei disegni per il municipio di Hilversum, la soluzione costantemente ricercata del dissidio tra "domesticità" e "monumentalità" costituisce la stella polare della progettazione di un edificio che, chiamato a rappresentare l'autorità costituita, non doveva perdere, nelle intenzioni di Dudok, l'aura familiare e genuina che il carattere rurale delle architetture del luogo da sempre aveva garantito. Il municipio di Hilversum raggiunge l'obiettivo prefissato; e ciò non tanto rapportandosi all'edilizia circostante, quanto piuttosto nel suo naturale assetto all'interno del parco e nella sua suggestiva alternanza di volumi e di colori che mitiga il carattere fortemente monumentale dell'opera, fissando i modi di una comunicazione immediata, con l'intera comunità. Non più simbolo di un potere altero e distante, il municipio diviene il luogo in cui ogni cittadino, riconosce, sperimenta la propria partecipazione alla vita democratica. 

## Storia della costruzione
Già nel 1913 era stato impostato un primo piano di ricostruzione della sede comunale, nel 1915 nomina di Dudok quale nuovo Direttore del Lavori Pubblici di Hilversum, per la costruzione del municipio con urgenza. La vecchia sede un palazzotto settecentesco a due piani, risultava assolutamente inadeguato a rappresentare e a soddisfare le accresciute esigenze di un centro di provincia in rapida crescita. Un nuovo edificio avrebbe, dunque, dovuto sostituire il vecchio fabbricato, conservandone la posizione nel cuore del centro antico. Quello per il municipio di Hilversum sarà il più travagliato e impegnativo incarico della sua carriera a cui dedicherà circa dieci anni. I primi disegni, redatti tra il 1915 e il 1917, rappresentano una revisione in veste eclettica del vecchio municipio: un'incerta commissione di elementi settecenteschi con forme ispirate a quel nuovo monumentalismo inaugurato dalla Borsa del Dam, riferimenti al tradizionalismo olandese. Il disegno del 1916 mostra un edificio a corte per Dudok che sperimenta una serie di facciate "possibili" in cui la torre, generalmente asimmetrica, avrebbe dovuto segnare il punto di intersezione delle due strade principali che confluivano nella piazza. Il ricorso ai materiali tradizionali (mattoni e pietra da taglio) e agli ornamenti scultorei, esprime l'aspirazione a una costruzione dal carattere monumentale, in grado di dominare la piazza e rendere riconoscibile come sede di un comune prospero e in via di espansione. Il sindaco richiese una soluzione alternativa e alla fine dell'anno erano già pronti tre nuovi progetti. I disegni erano segnati da trame particolarmente evidenti nell'uso delle tecniche del laterizio, puntuali sottolineature decorative, ornamenti scultorei, in ferro battuto o ghisa. Questo linguaggio, volto a sottolineare il contenuto simbolico rappresentativo dell'edificio, risultava tuttavia sensibilmente scarnificato alla luce di un controllato rigore geometrico, indice di una tensione nuova verso quella ricerca spaziale e volumetrica che contraddistinguerà i suoi progetti più maturi. Il plan A e il plan B differivano principalmente nella localizzazione: (plan B) l'isolamento dell'edificio in un ampio suolo decentrato. Quest'ultima proposta avrebbe secondo Dudok garantito maggiore libertà progettuale. 
Gli acquerelli di van Vamelen, presentati, evidenziano la ricerca di una nuova monumentalità attraverso inediti espedienti: dalla torre alta e squadrata, all'ingresso fortemente arretrato, alla stessa collocazione dell'edificio sul bordo della piazza. Il plan (A) presenta un più alto grado di elaborazione e di definizione, perché tra i due ritenuto il più convincente dall'architetto. L'alta torre della facciata principale diviene il perno dell'intera composizione urbana stagliandosi sullo sfondo prospettico delle vie di accesso alla piazza, nell'enfasi della sua monumentalità, il valore di immagine simbolo nell'intero organismo, rafforzandone al contempo il legame con la memoria del luogo. La successiva proposta, mostra un inaspettato ritorno ad un'immagine radicata alla tradizione degli edifici rurali, priva di particolari ricerche plastiche, con arco di ingresso e tetto a falde fortemente inclinate – nella quale l'unico accento monumentale è determinato dalla alta torre. Il progetto del 1918 non è che la semplificazione linguistica dell'impianto immediatamente precedente: scomparsi l'arco e la grande copertura a capanna, tutto viene riletto in chiave "moderna". Sono anni nei quali Dudok, pur lavorando contemporaneamente alla realizzazione di numerosi edifici e di interi quartieri residenziali, continua a presentare idee e disegni per un municipio, perfezionando progetti. A questo periodo risalgono il 1920 e il 1922– nella quale il linguaggio modernista scarno e asciutto viene tuttavia ancora imprigionato in uno schema rigidamente simmetrico, enfatizzato dall'assialità della torre. L'amministrazione stanzierà un fondo per l'acquisto di un terreno per la costruzione del nuovo municipio, sbloccando finalmente la situazione di stallo. Considerazioni di ordine economico (l'esproprio del terreno) portarono ad abbandonare definitivamente l'idea di realizzare l'edificio di Kerkbrink. Dudok fu persuaso che l'ampiezza del sito sarebbe stata garanzia di una maggiore libertà progettuale e qualità architettonica. Infatti la pianta del 1923 presenta una disposizione molto simile a quella del progetto definitivo, coerentemente inserita nel contesto, con tipologia a corte e laghetto artificiale. Fu infine acquistato, il suolo della Witten Hullweg, in un parco esterno al nucleo abitato e costituito nel 1923, redazione del progetto definitivo. «Per la mia carriera potrebbe avere lo stesso significato che ha avuto per Berlage: probabilmente l'unica opera monumentale che avrò mai occasione di realizzare.» Il commento di Wjdeveld coinvolge Berlage e Wormser promuovendo una petizione a firma dei maggiori esponenti dell'architettura contemporanea olandese. Il municipio trova la sua naturale collocazione in un ampio parco, circondato da una strada pavimentata in mattoni che si snoda tra prati all'inglese punteggiati da abitazioni a due piani; alberi che cingono l'ampio spazio aperto sul quale sorge l'edificio formano una sorta di cortina naturale che isola la monumentale costruzione dell'abitato circostante. La definitiva ubicazione aveva profondamente influito sulle scelte compositive del progetto finale: non più costretto tra cortine preesistenti, l'edificio avrebbe potuto ora svincolarsi da forme e soluzioni imposte in qualche modo da situazioni predeterminate, per articolarsi con un più alto grado di libertà e raggiungere un risultato plastico mai conseguito prima. In un articolato gioco di volumi, fino a culminare nell'alta torre, vero apice visivo e simbolico dell'intera costruzione. Il programma "funzionale" incise non poco sul concepimento della forma. Il municipio, destinato in tempi passati unicamente all'organizzazione amministrativa, veniva ora chiamato a una duplice funzione, che Dudok garantisce senza compromettere l'unità architettonica. Oltre a fungere da principale centro amministrativo della comunità, il municipio deve poter esprimere tutta l'efficienza di un moderno palazzo per uffici, assolvendo tutti i servizi tecnici e comunali al funzionamento della città. Il municipio appare ora come simbolo di una comunità capace di raccogliersi e identificarsi – in un unico grande edificio. In tal senso, la fertile tradizione delle sedi comunali e dei palazzi delle gilde olandesi e delle Fiandre costituiva il riferimento obbligato cui ispirarsi. In processo di critica rivisitazione alla luce delle moderne aspettative. A Hiversum tutti gli edifici pubblici progettati da Dudok si armonizzano e si integrano con le abitazioni private in un'atmosfera prevalentemente domestica. È probabilmente questa la ragione per cui Dudok, per l'edificio, "la casa" di tutti i cittadini, aveva previsto coperture a falde inclinate. Nella fase definitiva, Dudok opterà per un programma simbolico più profondo e colto in cui il grande tetto a capanna lascia il posto a una soluzione più raffinata, che trova adeguata espressione nella tipologia a copertura piana. I volumi si articolano intorno a due corti, una "reale", squadrata e sistemata a giardino, attorno alla quale si dispongono le parti che accolgono le funzioni amministrative e rappresentative: l'altra "virtuale", attraversata dalla strada che consente l'accesso simbolicamente all'intera città – delimitata dai corpi più bassi contenenti le attrezzature di servizio. Dudok opera una netta separazione della zona rappresentativa da qualità operativa dell'edificio, riconoscibile all'esterno attraverso una graduale amplificazione volumetrica degli elementi compositivi. Internamente l'articolazione planimetrica e la distribuzione spaziale rispecchiano la medesima distinzione: le sale destinate al grosso pubblico vengono sistemate al piano terra, spesso con ingresso distante dalla zona rappresentativa. Le parti rappresentative (l'ingresso, la Sala del Consiglio) si dispongono tutte sul lato sud dell'edificio, non a caso l'ala più segnata da quella monumentale ambita da Dudok è raggiunta ora non più tramite affannose ricerche stilistico-decorative, ma attraverso l'intrinseco valore degli elementi costitutivi. Gli aggetti, i balconi, le finestre alte e sottili, la stessa torre ne enfatizzano la facciata e risolvono la questione della riconoscibilità, senza il ricorso ad una ornamentazione "applicata", ma tramite una diretta associazione della forma. L'ingresso principale merita, tuttavia un discorso più approfondito. Il municipio è anche il luogo dove si svolgono le cerimonie ufficiali. L'ingresso è stato pensato per assolvere a questa funzione specifica: l'accesso è sottolineato da un portico che conferisce solennità all'ingresso. I volumi dell'edificio scaturiscono logicamente dalla pianta, e seguono, nella loro organizzazione gerarchicamente piramidale, la stessa sistematica distinzione in funzione della specifica destinazione d'uso; ogni prospettiva è dominata dalla torre. Alla gerarchia dei volumi corrisponde una rigorosa classificazione delle bucature, che sottolinea le diverse funzioni degli interni. Sul lato ovest, la destinazione sociale del municipio è sottolineata dalle lunghe finestre orizzontali del corridoio. La suddivisione dei nastri di vetro in pannelli, conferisce all'edificio un carattere quasi industriale. Laddove il De Stijl esalta la qualità di un edificio, attraverso l'uso dei diversi colori primari applicati ai diversi piani che chiudono uno spazio. Dudok enfatizza il carattere scultoreo dell'edificio attraverso il dato unificatore. La varietà della composizione, l'articolazione della pianta, la complessità delle facciate, gli aggetti dei volumi vengono "tenuti insieme" attraverso la trama monocroma del laterizio, conferendo all'edificio un carattere al contempo unitario e articolato. La scelta dei materiali da costruzione, funzionale all'esaltazione della monocromia delle facciate e della chiarezza compositiva dell'unitarietà della massa, avviene pertanto in modo preciso e mirato: il municipio venne realizzato con mattoni prodotti sul posto, con dimensioni appositamente alterate rispetto a quelle in uso. Gli infissi delle finestre, i piastrini smaltati, le pensiline, i cornicioni interrompono la monocroma della facciata, alleggerendone la compattezza. Ogni singolo dettaglio, dal mobilio alle lampade, dai tessuti ai tappeti, dai materiali ai colori, fu disegnato e scelto accuratamente da Dudok. Ciò valse non solo per gli spazi più rappresentativi, ciò spiega la fermezza con la quale Dudok si opporrà sempre a qualsiasi cambiamento che avrebbe potuto a parer suo alterare la qualità degli interni. 
Il municipio riscosse successo e popolarità che andarono ben oltre le previsioni di Dudok. A parte le numerosissime pubblicazioni che fecero immediatamente seguito alla sua inaugurazione e oltre all'appoggio entusiastico della maggior parte della critica. Tuttavia, gli accadimenti che in questi lunghi dieci anni avevano accompagnato la laboriosa definizione dei disegni si erano col tempo rivelati decisivi nella lenta maturazione di un progetto che risultava alla fine scarnificato e razionalizzato rispetto alle incerte versioni iniziali, e che poteva essere ora considerato, non solo come l'apice del lavoro di Dudok, ma come una delle opere più significative prodotte dall'architettura moderna, il nuovo progetto ha un ruolo determinante nel panorama architettonico olandese. Nello sviluppo di un'architettura moderna olandese, il municipio è l'apice di un processo del quale può nascere un equilibrio armonico. Dudok aveva creato un codice compositivo al contempo ricco ed elementare, espressivo e comunicativo, un linguaggio facilmente codificabile che provocò l'immediato propagarsi di irritazioni e propria "produzione" in serie di municipi con dichiarate analogie con quello di Hilversum. Acutamente sottolineava nel 1931 Van der Steur "oggi manca quella base intellettuale, sulla quale si fonda uno stile, e quindi non esiste uno stile". Ad esso si sostituisce la moda. Alla moda "Scuola di Amsterdam" è seguita la moda "Dudok". Pur ammettendo alcune oggettive qualità spaziali del Municipio, si preoccuperà di sottolineare le sue perplessità. Questo funzionalismo si è espresso in una delle forme geometriche più insignificanti, il rettangolo "bislungo", che Dudok tenta di "vivacizzare" attraverso disposizioni, proporzioni e dettagli inaspettati e non giustificati e in genere con "accenti" che non derivano dalla costruzione e dalla pratica.